# Осо (Вашингтон)
Осо (енгл. Oso) насељено је место без административног статуса у америчкој савезној држави Вашингтон.

## Демографија
По попису из 2010. године број становника је 180, што је 66 (-26,8%) становника мање него 2000. године.
| Група             | 2000.       | 2010.       |
| Белци             | 244 (99,2%) | 167 (92,8%) |
| Афроамериканци    | 1 (0,4%)    | 1 (0,6%)    |
| Азијати           | 0 (0,0%)    | 1 (0,6%)    |
| Хиспаноамериканци | 1 (0,4%)    | 9 (5,0%)    |
| Укупно            | 246         | 180         |